# 森震太郎
森 震太郎（もり しんたろう）は、江戸時代中期の武士。実名は勝与。

## 経歴
600石の旗本・森忠右衛門の子として生まれる。森家は札差・盲人・浪人といった高利貸しから多額の負債を抱えており、安永7年（1778年）父・忠右衛門はこれを苦に自害を考えるまでになったが震太郎はこれを引き留め、父母と自らの妻の4人で密かに逐電し、縁戚が住職を務める唯念寺の元へ逃れた。程なく父とともに出頭したが、幕府は法外な高利貸しを行っていた盲人・浪人らを厳しく取り締まる一方、逐電したことは武士にあるまじきことと森父子にも罪があるとし、同年改易のうえ追放となった。父は沙汰の前に死去していたため、震太郎のみが実刑に服した。なお妻の杉原氏は離縁の上、実家に戻されている。